# Trogoblemma serralis
Trogoblemma serralis là một loài bướm đêm trong họ Noctuidae.